# Zuidelijke eikvaren
De gedrongen eikvaren of zuidelijke eikvaren (Polypodium cambricum) is een (in België en Nederland) uiterst zeldzame varen uit de eikvarenfamilie (Polypodiaceae). Het is een soort van voornamelijk het Middellandse Zeegebied, die eveneens in Ierland en Groot-Brittannië gevonden wordt.

## Naamgeving enetymologie
- Synoniem: Polypodium australe  Fée
- Duits: Säge-Tüpfelfarn
- Engels: Southern Polypody
- Frans: Polypode du pays de Galles

De soortaanduiding cambricum is afkomstig van 'Cambria', de Latijnse naam voor Wales.

## Kenmerken

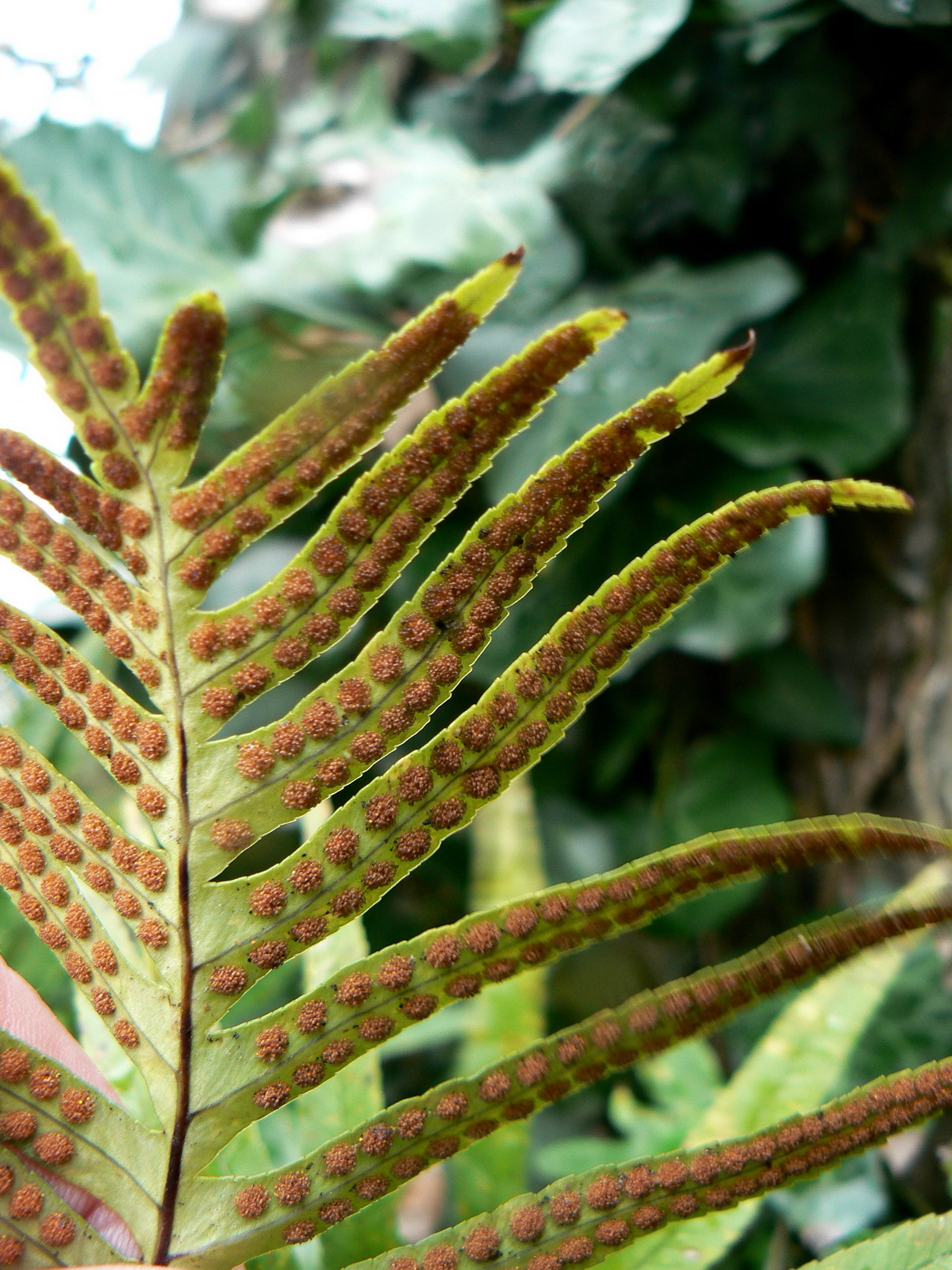
Sporenhoopjes op de onderkant van het blad

De gedrongen eikvaren is een middelgrote overblijvende, hemikryptofiete varen met korte, vlezige, vertakte, kruipende rizomen bezet met spiesvormige schubben, en in losse bundels geplaatste, tot 40 cm lange en 15 cm brede eenvormige bladen. De bladsteel is meestal korter dan de bladschijf, scharnierend aan de basis. De bladen zijn winterhard, de jonge bladen verschijnen in de herfst.
De bladen zijn eirond, ovaal of afgerond driehoekig van vorm, zelden meer dan tweemaal zo lang als breed en eenmaal gedeeld of diep gelobd, met een lange, gerekte top. De 9 tot 22 paar blaadjes van tweede orde zijn ovaal of langwerpig, gepunt, de langste in de onderste helft van het blad, de bladranden ondiep getand.
De sporenhoopjes zijn in het begin eirond, later rond, maar blijven relatief klein en liggen tussen de middennerf en de bladrand op de bovenste helft van de blaadjes aan de onderzijde. Er is geen dekvliesje.
Het sporangium (sporendoosje) heeft een annulus (een verticale lijn van bijzondere, verdikte cellen van de sporangiumsteel tot de top, die een rol speelt bij het openen van het sporendoosje) met onderaan vijf tot tien verdikte cellen.

## Habitat
De zuidelijke eikvaren komt voor op neutrale tot kalkhoudende grond op halfbeschaduwde plaatsen, zoals op beboste kalksteenrotsen en puinhellingen, soms op knotwilgen of op boomstronken.

## Voorkomen
De gedrongen eikvaren is een soort met een wijde verspreiding over Europa, van Ierland en Groot-Brittannië tot het Middellandse Zeegebied. Van alle Europese eikvarens heeft hij het meest zuidelijke verspreidingsgebied.
Van deze soort is er in Nederland één groeiplek bekend op een muur in Middelburg. Deze groeiplaats omvatte drie exemplaren waar van er nu nog twee in leven zijn. Van de soort is ook in België slechts één groeiplaats bekend, namelijk in Brugge. Daarbuiten wordt de in tuinen geliefde cultivar veelvuldig ten onrechte gemeld als wilde plant. echter kan deze cultivar zich niet spontaan vermeerderen in de BeNeLux

## Verwante en gelijkende soorten
De gedrongen eikvaren heeft in Europa twee nauwe verwanten, de gewone eikvaren (Polypodium vulgare), en de brede eikvaren (Polypodium interjectum). Uit DNA-onderzoek is gebleken dat de brede eikvaren een oude hybride van de gewone en de zuidelijke eikvaren is, met intermediare kenmerken in zowel vorm als habitat. Dat maakt het onderscheid tussen de drie soorten, vooral waar ze samen voorkomen, zeer moeilijk.
De meeste verschillen tussen de zuidelijke en de andere soorten zijn relatief: de bladen van de eerste zijn in verhouding breder, de bladslipjes puntiger, de langste bladslipjes meer naar de basis van het blad. De sporenhoopjes zijn meer elliptisch van vorm.
Het enige zekere determinatiekenmerk is de vorm van het sporendoosje en het aantal cellen in de annulus, maar dit is enkel door microscopisch onderzoek vast te stellen.
... · P. azoricum · P. cambricum (Zuidelijke eikvaren) · P. interjectum (Brede eikvaren) · P. macaronesicum · P. vulgare (Gewone eikvaren) · P. ×mantoniae (Bastaardeikvaren) · ...